# Аберфан
Аберфан (валл. Aberfan, англ. Aberfan) — бывшая деревня в долине реки Таф, вошедшая в состав Мертир-Тидвила, округ Мертир-Тидвил, Южный Уэльс, Великобритания. Деревня стала широко известна 21 октября 1966 года после катастрофы в результате обвала породы, унесшей жизни 144 человека, в том числе 116 детей.

## География
Через деревню с севера на юг протекает река Таф. На северо-западе поселения проходит заброшенный Гламорганширский канал, соединявший Кардифф с валлийскими долинами.